# 小咪漫畫周刊
《小咪漫畫周刊》是由臺灣伊士曼小咪出版社（大然文化之前身）出版的少女漫畫雜誌，於1980年7月10日創刊。不過該雜誌的日本連載漫畫部分並未經過日本原出版社合法授權，屬於盜版漫畫周刊。

## 創刊源起與概要
1974年1月9日呂墩建創設伊士曼小咪出版社，當時他仍就讀東吳大學二年級，「伊士曼」取自家族事業印刷廠之名；「小咪」則是為了切入少女漫畫之市場區隔，故意取這種可愛的名稱。該出版社藉由盜印未經授權的日本熱門漫畫作品累積資金，歷經一年的籌備時間，終於在1980年7月10日創刊，並請來1960年代的武俠漫畫巨匠許松山擔任總編輯。
很明顯的該雜誌的讀者目標群就是青少女，除了未經授權的日本連載漫畫外，內容尚包括附有插畫的歷史小說或改編童話故事、占星術、美容時尚、食譜、筆友交往等專欄。此外，尚有四個與讀者產生互動關係的專欄：
1. 漫畫教室：此單元教導讀者關於漫畫的知識，諸如建築學的透視、印刷廣告的電動打字、插圖的噴畫和刷畫技巧、漫畫視框分鏡技巧、漫畫稿紙的製作方式、劇情節奏等。
2. 漫畫研究生：這個專欄專門刊載讀者的投稿作品，並附上編輯群的評論與建議。雖然投稿者以女孩居多，亦有不少男性讀者參加。著名的漫畫家如張靜美、任正華、高永都曾參加過此單元的投稿，而以《YOUNG GUNS》走紅的林政德亦曾使用妹妹的名字「林麗君」參加並獲得刊登[2]。
3. 小咪少女信箱：該週刊刊登讀者來函的園地，舉凡對此週刊的疑問、對伊士曼小咪雜誌社工作人員的好奇、同學同儕間的情誼、少女的情竇初開、漫畫與課業的取捨等五花八門的問題，皆於此單元刊載。
4. 新人講座：自從該雜誌創辦小咪漫畫新人獎後，這個專欄用來刊登得獎者的訪談紀錄：自身背景、最崇拜的漫畫家、為何從事漫畫創作、對後進者的忠告、對新人獎的批評與期望等內容。

### 咪咪漫畫雜誌

民國70年至71年的咪咪漫畫月刊

1980年，伊士曼小咪出版社創辦《咪咪漫畫月訊》，算是《小咪漫畫周刊》的姊妹作。不過此份刊物專門供本土漫畫家發表作品，採四版或六版的報紙形式。初期的總編輯依舊是許松山，後期改由陳弘耀接手，後者也曾在此月刊發表《零》等早期作品。後來此刊物於1983年更名成《咪咪漫畫月刊》，最後再變更成《咪咪漫畫雜誌》，但僅發行了二期便告無疾而終。

### 小咪漫畫新人獎
主條目：小咪漫畫新人獎

自1980年9月2日起，小咪漫畫周刊總共主辦了五屆「小咪漫畫新人獎」，當時許多漫畫界新生代如任正華、高永、周顯宗、陳弘耀、甘麗瑛、柯翠芬（筆名納蘭真）等人皆藉由此獎項嶄露頭角。

## 登場的漫畫家與作品
- 張靜美：《靈香園傳奇》

## 內部連結
- 伊士曼小咪出版社
- 呂墩建
- 小咪漫畫新人獎

## 外部連結
- 《台灣女漫畫家研究（戰後～1990）》，張覺之著，國立台東大學兒童文學研究所碩士論文，2007年7月。